# Rejon wilniański
Rejon wilniański – jednostka administracyjna wchodząca w skład obwodu zaporoskiego Ukrainy.
Rejon utworzony w 1966, ma powierzchnię 1280 km² i liczy około 49 tysięcy mieszkańców. Siedzibą władz rejonu jest Wilniańsk.
Na terenie rejonu znajdują się 1 miejska rada, 1 osiedlowa rada i 19 silskich rad, obejmujących w sumie 107 wsi.